# آنومالی فخرآباد
آنومالی فخرآباد یک اندیس فلزی است که در حوالی شهر داورزن استان خراسان قرار دارد و مادهٔ معدنی موجود در آن، طلا است. سنگ میزبان این اندیس سنگ‌آهک، مارن، ماسه‌سنگ است در این اندیس، پاراژنز‌های باریت، کرومیت، اپیدوت، هماتیت، منیتیت، پیریت، زیرکن یافت می‌شوند.